# Riu Pasig
El riu Pasig és un riu de les Filipines que connecta la Laguna de Bay amb Manila Bay. Amb una llarga de 25.2 quilometres, divideix en dos la capital filipina de Manila i la seva àrea urbana circumdant en les meitats nord i sud. Els seus principals afluents són el riu Marikina i el riu San Juan. La conca de drenatge total del riu Pasig, inclosa la conca de Laguna de Bay, cobreix 4,678 metres quiloquadrats.
El riu Pasig és tècnicament un estuari, ja que la direcció del flux depèn de la diferència de nivell de l'aigua entre la badia de Manila i la llacuna de badia. Durant l'estació seca, el nivell de l'aigua a Laguna de Bay és baix i la direcció del cabal del riu depèn de les marees. Durant l'estació humida, quan el nivell d'aigua de Laguna de Bay és alt, el flux s'inverteix cap a la badia de Manila.
El riu Pasig solia ser una important ruta de transport i font d'aigua per a Manila espanyola. A causa de la negligència i el desenvolupament industrial, el riu va patir un ràpid declivi a la segona meitat del segle XX i va ser declarat biològicament mort l'any 1990. Dues dècades després d'aquesta declaració, però, un programa de renaturalització dissenyat per revifar el riu ha vist tornar la vida al riu, que inclou vuit espècies de peixos, 39 espècies d'ocells i 118 espècies d'arbres i altra vegetació. Com a resultat, el riu Pasig va rebre el premi Asian River de la International River Foundation (IRF) el 2019.
La Comissió de Rehabilitació del riu Pasig (PRRC) va ser una agència del govern filipí creada per supervisar els esforços de rehabilitació del riu des de 1999 fins que va ser abolida el novembre de 2019.